# 総代
総代（そうだい）とは、何らかの団体・集団にかかわる者全ての代表、もしくは代理となる者のことである。「卒業生総代」などのように使う。総員代表を略した言い方である。

## 卒業式における総代
卒業式における総代は、学級の代表として校長から卒業証書を手交される児童・生徒・学生。首席の者が務める場合とそうでない場合がある。

## 宗教団体における総代
宗教団体での総代は、ある宗教団体（神社・寺院・教会など）の檀家・信者を代表する者のことである。神社の場合は「氏子総代」、寺院の場合は「檀信徒総代」と呼ばれる。
総代は、主に宗教法人の寺院運営など「俗」面に関する部分に関わり、総代の中から責任役員・干与者が選任されることが多い。
宗教法人法では、宗教法人の責任役員については規定があるが、総代については規定がない。これは思想・信条の自由、政教分離の観点から、宗教団体の運営に関し行政が関与することが憲法上禁止されているためである。総代についての規定は、各宗教法人、包括宗教法人が定めている。

### 氏子総代
以下は、神社本庁の庁規による事項である。神社本庁被包轄でない神社については、この通りとは限らない。
氏子総代は、神社の祭礼にあたって神職に協力したり、氏子・崇敬者の世話をしたりする。その神社の氏子・崇敬者のうちの「徳望が篤い人物」の中から宮司が選任することとなっており（実際には責任役員が決めているという神社も多い）、通常は複数人選任される。戦前の規定では、県社以下の神社については氏子数に応じて3名以上の氏子総代を選出していた。神社が提出する届などには氏子総代の連署を要するなど、神社の維持のための活動を行う義務を有していた。現在の制度でも、宗教法人の責任役員は、総代によって組織される総代会が選考することとなっている。

## 武術における総代
武術（特に合気道・空手道などの日本武術）においては、流派および道場の責任者としての意味を持つ。幹部の任命や昇段の可否といった全般において絶対的な権限を有することが多い。幹部はその部門の実力者が選定されるのに対し、総代は開祖の血縁が継承する場合がほとんどである。

## 生活協同組合における総代
生協で年1回開催される、当該年度の事業・活動方針・予算を決める会議のことを「総代会」と呼ぶ。ここに組合員の代表として出席し、直接発言できる者を「総代」と呼び、通常複数名である。